# Недялка Видева
Недялка Видева е български философ и преводач, професор в Софийския университет.

## Биография
През 1976 г. завършва философия във Философския факултет на Софийския университет „Св. Климент Охридски“. В периода 1997 – 1980 г. е редовен докторант по етика в Катедрата по логика, етика и естетика. През 1980 г. защитава дисертационен труд на тема: „Своеобразие на моралната ценност“. От 1981 г. е асистент, а от 1985 г. главен асистент в Катедрата по логика, етика и естетика, Философския факултет на Софийския университет. През 1989 г. става доцент, а от 2012 г. до 2017 г. е професор по етика. През 1985 г. специализира в Лайпцигския университет, през 1992 г. – в Центъра за интердисциплинарни изследвания в Билефелд, в Университета на Саарланд, Саарбрюкен (1996) и в Централно-европейския университет в Будапеща (1999).
В периода е 1981 – 1989 г. е научен секретар на Катедрата по логика, етика и естетика, а в периода 2003 – 2007 г. е неин ръководител. От 2002 до 2007 г. е заместник-декан по учебната дейност на Философския факултет, а през 2007 – 2011 г. е заместник-ректор по учебната дейност на Софийския университет.
През 1991 – 1993 г. е член на редколегията на списание „Философски преглед“ и член на редколегията на Философска библиотека „Семинар 333“.
Тя е сред основателите на Сдружението на университетските преподаватели по философия в България и негов председател в периода 2004 – 2008 г.
Умира на 5 октомври 2020 г. в София.

## Трудове
Автор е на многобройни студии, статии и предговори на книги, както и на книгите:
- „Гръцкото морално съзнание до епохата на елинизма: аксиологически аспект“ (1987);
- „Нравствените идеи в историята на европейската култура“ (1990);
- „Общности и идентичности“ (1998, съавтор);
- „Толерантност и интеркултурност“ (1998, съавтор);
- „Интеркултурното образование в България: идеал и реалност“ (1999, съавтор);
- „Феминистки проекции“ (2013).[1]

Съставител и редактор на сборниците:
- „Проекти за феминистка етика“ (2000);
- „Философски семинари Гьолечица – 20 години“ (2004, заедно с проф. д.ф.н. Цочо Бояджиев и гл. ас. Стоян Асенов);
- „Траектории на етиката. Сборник в чест на проф. д.ф.н. Кирил Нешев“ (2007).[1]

Автор и съставител е на учебниците и учебните помагала:
- „Антология по етика“, Ч. 1 – 2 (1987 – 1989);
- „Етика (Учебник с текстове)“ (1993, съавтор);
- „Девет лекции по история на етиката“ (2002 и 2005);
- „Етика и право (Учебник с христоматия – X клас)“ (2002, съавтор).[1]

Превежда книгите на Лев Шестов „Достоевски и Ницше“ и „Киркегор и екзистенциалната философия (1993), „На везните на Иов“ (1996).